# Mięsień obniżacz wargi dolnej
Mięsień obniżacz wargi dolnej (łac. musculus depressor labii inferioris, musculus quadratus labii inferioris) – w anatomii człowieka czworokątny, płaski mięsień wyrazowy, należący do grupy mięśni otoczenia szpary ust. W powierzchownej części jest przedłużeniem mięśnia szerokiego szyi, a reszta włókien zaczyna się na dolnym brzegu żuchwy nad przyczepem mięśnia obniżacza kąta ust. Kończy się w skórze wargi dolnej. Unerwiony jest przez gałąź brzeżną żuchwy nerwu twarzowego.
Obniża, uwypukla i pogrubia wargę dolną. 